# Jeffrey Eugenides
Œuvres principales
- Virgin Suicides
- Middlesex

Jeffrey Eugenides, né le 8 mars 1960 à Détroit dans le Michigan, est un romancier américain.

## Biographie
Né dans une famille aisée mêlant origines grecques et irlandaises, Eugenides grandit dans une banlieue résidentielle favorisée, Grosse Pointe. Il décroche une licence à l'Université Brown en 1983, et un master d'écriture créative à l'université Stanford.
Il est globalement avare de détails sur sa vie personnelle, accordant très peu d'entretiens à la presse. Il est marié à l'artiste Karen Yamauchi depuis 1995, avec laquelle il a eu une fille. Après avoir vécu à Berlin de 1999 à 2004, il s'installe à Princeton dans le New Jersey.
Il a publié des nouvelles dans The New Yorker, The Paris Review et Granta. Son premier roman sort en 1993, Virgin suicides, salué à sa sortie par la critique. Il aura encore plus de succès après avoir été adapté au cinéma par Sofia Coppola en 1999. Son deuxième roman, Middlesex, plus volumineux, sorti en 2002, reçoit le prix Pulitzer en 2003. La sortie en 2011 de son troisième roman, Le Roman du mariage (The Marriage Plot (en)), assure sa réputation d'auteur lent dans la maturation de ses œuvres.

## Œuvre

### Romans
- The Virgin Suicides (1993)  (ISBN 0446670251) Publié en français sous le titre Les Vierges suicidées, traduit par Marc Cholodenko, Paris, Plon, coll. « Feux croisés », 1995  (ISBN 2-259-02722-9) ; réédition sous le titre Virgins Suicides, Paris, J'ai lu no 5493, 2000  (ISBN 2-290-30501-4) ; réédition, Paris, Éditions du Seuil, coll. « Points » no 2491, 2010  (ISBN 978-2-7578-2005-6)
- Middlesex (2002)  (ISBN 0374199698) - Prix Pulitzer de la Fiction 2003 Publié en français sous le titre Middlesex, traduit par Marc Cholodenko, Paris, Éditions de l'Olivier, 2003  (ISBN 2-87929-362-6) ; réédition, Paris, Éditions du Seuil, coll. « Points » no 1238, 2004  (ISBN 2-02-066961-7)
- The Marriage Plot (en) (2011)  (ISBN 9780374203054)  - Prix Fitzgerald 2013 Publié en français sous le titre Le Roman du mariage, traduit par Olivier Deparis, Paris, Éditions de l'Olivier, 2013  (ISBN 978-2-87929-986-0)[2],[3] ; réédition, Paris, Éditions du Seuil, coll. « Points » no 3213, 2014  (ISBN 978-2-7578-4125-9)

### Recueil de nouvelles
- (en) Fresh Complaint: Stories, Farrar, Straus and Giroux, 2017 Publié en français sous le titre Des raisons de se plaindre, traduit par Olivier Deparis, Paris, L’Olivier, 2018  (ISBN 978-2-87929-987-7)

### Nouvelles
- "Baster" (1996, nouvelle reprise dans l'anthologie Wonderful Town, Remnick ed., Random House 2000)
- "The Speed of Sperm" (Granta, 1996)
- "Air Mail" (parue dans l'anthologie Best American Short Stories, Proulx ed., Houghton Mifflin, 1997)
- "Ancient Myths" (parue dans The Spatial Uncanny, James Casebere, Sean Kelly Gallery, 2001)

## Filmographie

### Adaptations
- 1999 : Virgin Suicides, film américain réalisé par Sofia Coppola, adaptation du roman éponyme
- 2010 : Une famille très moderne (The Switch), film américain réalisé par  Josh Gordon et Will Speck, adaptation de la nouvelle Baster parue en 1996